# Ільгамов Марат Аксанович
Марат Аксанович Ільгамов (рос. Ильгамов Марат Аксанович; нар. 8 квітня 1934 року) — радянський механік, доктор фізико-математичних наук (1970), професор, член-кореспондент РАН (1991), академік Академії наук Республіки Башкортостан із 1998 року.

## Біографія
Ільгамов Марат Аксанович народився 08 квітня 1934 року в селі Ярликапово Абзеліловського району БАСРСР. Дід, Ільгам Тахаутдінов, був муллою. У його родині було семеро дітей. Батько — Аксан Ільгамович Ільгамов, мати — Фатіма. У сім'ї було шестеро синів і чотири дочки. Марат був десятою дитиною.
У 1957 році він закінчив Уфимський авіаційний інститут.
Після закінчення інституту з 1957 року 2 року працював на Уфимському приладобудівному заводі, потім молодшим, старшим науковим співробітником, завідувачем лабораторією (1971—1983). У 1979 році Ільгамов працював три місяці в Англії, в університетах Массачусетсу та Принстона.
Із 1989 по 1991 роки Ільгамов — заступник директора Фізико-технічного інституту АН СРСР і одночасно заступник голови Президії Казанської філії АН СРСР: заступник директора Фізико-технічного інституту (1989—1991), директор Інституту механіки та машинобудування (1991—1996) Казанського наукового центру РАН.
У 1996 році Ільгамов обирається Віце-президентом, у 2004 — президентом (2004—2006) Академії наук РБ. Одночасно він — заступник голови Президії УНЦ РАН (1996—2005); радник РАН (з 2005 р.), радник президента АН РБ (з 2006 р.). Одночасно з 1996 року науковий керівник Інституту механіки та машинобудування КНЦ РАН, завідувач лабораторією Інституту механіки УНЦ РАН, із 2001 року завідувач кафедри Башкирського державного університету. Головний редактор Башкирської енциклопедії (з 1998 року).
Наукові інтереси М. А. Ільгамова: механіка твердого тіла, аерогідропружність, оболонок. Ільгамов створив теорію взаємодії тонкостінних конструкцій з рідиною і газом.
Ільгамов організував лабораторію теорії взаємодії тонкостінних конструкцій з робочими середовищами, створив наукову школу по аеро і гідропружність. Аналітичні та чисельні методи, розроблені М. А. Ільгамовим, застосовуються при розрахунках тонкостінних оболонок, аналізі динамічних явищ у трубопроводах і робочих процесів у двигунах літальних апаратів.
Під керівництвом М. А. Ільгамова проведені дослідження оболонок у потоці рідини та газу, застосовані методи фізичного та чисельного експерименту та якісного аналізу, досліджено коливальний рух рідини поблизу поверхонь, що здійснюють рух у режимі біжучої хвилі, були створені експериментальні моделі хвильових рушіїв, визначені їх середні швидкості та середня тяга.

## Учні
Серед учнів Ільгамова 15 докторів та 45 кандидатів наук.

## Звання та нагороди
- Лауреат Державної премії РБ у галузі науки та техніки (2003 і 2015)
- Орден «Знак Пошани» (1976)
- Орден Дружби (1995)
- Орден Салавата Юлаєва (2004)

## Роботи
Автор понад 200 наукових робіт, в тому числі 9 монографій. Деякі з них:
- Studies in Nonlinear Aeroelasticty. New York-London-Tokyo: Springer-Verlag, 1988 (coauthor).
- Неотражающие условия на границах расчетной области. М.: Физматлит, 2003 (соавтор).
- Ильгамов М. А. Колебания упругих оболочек, содержащих жидкость и газ. М.: Наука. 1969. 182 с.
- М. А. Ильгамов, В. А. Иванов, Б. В. Гулин Прочность, устойчивость и динамика оболочек с упругим заполнителем. — М.: Наука. 1977. 332 с.
- М. А. Ильгамов, В. А. Иванов, Б. В. Гулин Расчет оболочек с упругим заполнителем. — М.: Наука. 1987. 264 с.
- M. A. Ilgamov, E. H. Dowell Studies in Nonlinear Aeroelasticity. — New-York-London — Tokyo: Springer-Verlag. 1988. 456 p.
- М. А. Ильгамов Введение в нелинейную гидроупругость. — М.: Наука. 1991. 200 с. (Пер. на кит. яз., 1994).
- М. А. Ильгамов Статические задачи гидроупругости. — Казань: ИММ РАН. 1994. 208 с.
- M. A. Ilgamov Static Problems of Hydroelasticity. — Moscow: Nauka. Fizmatlit, 1998. — 208 p.
- М. А. Ильгамов Профессор Х. М. Муштари. — М.: Наука. Физматлит, 2001. 192 с.
- Ильгамов М. А., Гильманов А. Н. Неотражающие условия на границах расчетной области. — М.: Наука. Физматлит, 2003. 240 с.
- Нигматулин Р. И., Аганин А. А., Ильгамов М. А., Топорков Д. Ю. Искажение сферичности парового пузырька в дейтерированном ацетоне. // ДАН. 2006. Т.408. № 6. С.767—771.
- Аганин А. А., Ильгамов М. А., Топорков Д. Ю. Влияние вязкости жидкости на затухание малых искажений сферической формы газового пузырька. // ПМТФ. 2006. Т.47. № 2. С.30—39.
- Ильгамов М. А., Федяев В. Л. Перемещение деформируемого эллипсоида в маловязкой жидкости. // Труды Института механики УНЦ РАН, 2003. С. 142—163.
- Ильгамов М. А., Федяев В. Л. О движении деформируемого твердого тела в вязкой несжимаемой жидкости. // Российский журнал биомеханики. Том 7. № 1. 2003. С. 90—106.
- Ильгамов М. А., Якупов Р. Г. Сильный изгиб трубопровода // Изв. АН. Механика твердого тела, № 6, 2003. С. 109—116.
- Ильгамов М. А., Смородов Е. А., Галиахметов Р. Н. Физика и химия кавитации. — М.: Наука, 2008. 228 с.
- Ilgamov M. A., Aganin A. A., Guseva T. S. Distortion of the spherical shape of a bubble under strong enlargement-compression // Fifth International Symposium «HIGH DYNAMIC PRES-SURE» Saint-Malo, France, June 23-27, 2003, CEA, Vol.2, pp. 417–429.